# امقاصر (مودية)

تعديل مصدري - تعديل

امقاصر هي إحدى قرى عزلة مودية بمديرية مودية التابعة لمحافظة أبين، بلغ تعداد سكانها 128 نسمة حسب تعداد اليمن لعام 2004.